# 江永
江 永（こう えい、1681年 - 1762年）は、中国清代の学者。字は慎修。徽州府婺源県の出身。

## 略歴
婺源県は朱熹の故郷であるため、江永も朱子学をおさめた。若いときから周礼・十三経注疏を集中して研究した結果、校勘に長じ、その学問は古今の制度・鐘律・天文・地理・音韻の多方面にわたった。清代考証学の浙江皖派をなし、門下に戴震・段玉裁・王念孫らが出て、『説文』『爾雅』を基礎とする訓詁声韻の学が発達した。

## 著作
多数の著作のうちでも、『礼経綱目』88巻・『四書典林』40巻はもっとも大部であり有名。
- 『古韻標準』6巻
- 『群経補義』5巻
- 『近思録集注』14巻
- 『律呂闡微実』11巻
- 『四声切韻表』4巻
- 『春秋地理考実』4巻
- 『読書随筆』12巻
- 『周礼疑義挙要』6巻
- 『儀礼釈宮増注』1巻
- 『礼記訓義択言』8巻